# Catherine Salée
Catherine Salée is een Belgische actrice en comédienne.

## Biografie
Catherine Salée woont in Brussel. Ze volgde van 1991 tot 1994 lessen aan het Koninklijk Conservatorium van Luik bij Max Parfondry en Jacques Delcuvellerie. Vanaf 1993 speelde ze in verschillende theatervoorstellingen en in 2008 werd ze bekroond met de Prix de la critique voor beste comédienne in het toneelstuk 4.48 Psychose (ex-aequo met Véronique Dumont). Salée acteerde in televisieseries, kortfilms en langspeelfilms en won in 2014 de Magritte voor beste actrice in een bijrol in La Vie d'Adèle en werd genomineerd voor een Magritte voor beste actrice in een bijrol in Deux jours, une nuit.

## Filmografie
- 2023: Amal - schooldirectrice
- 2016: L'Économie du couple
- 2016: Je me tue à le dire
- 2016: La Trêve - Brigitte Fischer (televisieserie)
- 2015: L'Ours noir (kortfilm)
- 2015: La Tête haute - Gladys Vatier
- 2015: Une mère
- 2015: Keeper - Nathalie
- 2015: Les Chevaliers blancs - Sophie Tinlot
- 2014: Deux jours, une nuit - Juliette
- 2014: Sœur Oyo (kortfilm)
- 2014: Le Désarroi du flic socialiste Quechua (kortfilm)
- 2014: Melody - Catherine
- 2014: Taxistop - Patsi (kortfilm)
- 2013: La Vie d'Adèle - de moeder
- 2013: Post partum
- 2012: Chantou - Chantal (kortfilm)
- 2012: Mobile Home de François Pirot - Valérie
- 2012: Ombline - Isabelle
- 2012: Torpedo - Françoise
- 2011: Mauvaise lune (kortfilm)
- 2006: Ça rend heureux - Anne
- 2006: Nue Propriété - vriendin van Jan
- 2005: Le Couperet - Lydia
- 2004: Folie privée

## Prijzen en nominaties
De belangrijkste:
| Jaar | Prijs              | Categorie                   | Film                 | Uitslag     |
| ---- | ------------------ | --------------------------- | -------------------- | ----------- |
| 2017 | Magritte du cinéma | Beste vrouwelijke bijrol    | Keeper               | Gewonnen    |
| 2015 | Magritte du cinéma | Beste actrice in een bijrol | Deux jours, une nuit | Genomineerd |
| 2014 | Magritte du cinéma | Beste actrice in een bijrol | La Vie d'Adèle       | Gewonnen    |